# Јанош Храбовски
Јанош Храбовски (5. мај 1777 — 18. септембар 1852) је био аустријски генерал.

## Биографија
Учествовао је у Наполеоновим ратовима. Од 1840. године, Храбовски командује 14. аустријским пуком. У Мађарској револуцији, Храбовски се на страни мађарских снага борио против Срба у Војводини. Претрпео је неуспех у нападу на Сремске Карловце (31. мај 1848). Као командант Петроварадина, Храбовски је исте године именован врховним командантом Хрватске и Славоније од стране Мађара. Хрватски сабор, ослањајући се на Беч, објављује рат Мађарима. Предводио их је бан Јосип Јелачић који се борио против револуције. Ометен снагама српске народне војске при операцијама у Војводини, Храбовски није извршио задатак па га је мађарски војни суд 1850. године осудио на смрт. Казна му је потом замењена десетогодишњим тамновањем. Умро је 1852. године. Неколико дана пред смрт, Храбовски је био помилован.